# Uele
Uelefloden är en 1 130 kilometer lång flod i Kongo-Kinshasa i Centralafrika, en biflod till Oubanguifloden som i sin tur är en biflod till Kongofloden. Uelefloden bildas i den västra utkanten av Centralafrikanska platån, nordväst om Albertsjön, vid bergsfloderna Nzoro och Kibalis sammanflöde. Ueles viktigaste biflod är Mbomou. Vid Ueles stränder bor azanderna. Floden har gett namn åt provinserna Bas-Uele och Haut-Uele.